# سون پوینت (تگزاس)
سون پوینت، تگزاس (به انگلیسی: Seven Points, Texas) یک شهر در ایالات متحده آمریکا با جمعیت ۱٬۱۴۵ نفر است که در تگزاس واقع شده‌است.

## موقعیت جغرافیایی
موقعیت جغرافیایی شهرها و مناطق اطراف به شرح زیر است: